# Reuss-Lobenstein-Ebersdorf
Reuss-Lobenstein-Ebersdorf, talvolta chiamato anche Reuss-Ebersdorf-Lobenstein o Reuss-Ebersdorf e Lobenstein, era un principato della Turingia esistito dal 1824 al 1848 governato da un ramo della linea cadetta di Reuss, un ramo della Casa di Reuss.

## Storia
Lo stato fu fondato il 7 maggio 1824, quando la linea Reuss-Lobenstein si estinse con la morte di Enrico LIV. Le sue terre passarono dunque a Enrico LXXII, principe di Reuss-Ebersdorf dal 1822, formando il principato di Reuss-Lobenstein-Ebersdorf, facente parte, come i precedenti, della Confederazione tedesca. Era membro dell'associazione doganale e commerciale degli Stati della Turingia e si unì allo Zollverein tedesco nel 1834.
Gli ultimi anni del principato furono molto turbolenti. Nel 1843, il principe Enrico LXXII portò a Ebersdorf la ballerina irlandese (ma secondo le sue stesse parole spagnola) Lola Montez. Dopo poche settimane di comportamenti eccessivi e inappropriati, il principe fu costretto a ordinarle di lasciare il paese. Nel 1846 partì per Monaco dove divenne l'amante del re Luigi I, che dovette abdicare nel 1848 a causa della sua relazione con lei.
Nello stesso anno anche Ebersdorf vide agitazioni. Il popolo chiedeva la libertà di stampa, un organo rappresentativo e una magistratura indipendente. Il popolare principe Enrico LXXII, con sorpresa del suo popolo, abdicò al trono il 1 ottobre 1848 e si ritirò nella tenuta di famiglia in Sassonia. Poiché non c'erano discendenti diretti, il principato entrò in possesso di Enrico LXII, principe di Reuss-Schleiz e i due principati vennero riuniti nel principato di Reuss linea cadetta.

## Sovrano

### Principe
- 1824 - 1848: Enrico LXXII (1797-1853, dal 1822 già principe di Reuss-Ebersdorf )

Vedi Casa di Reuss per una spiegazione della numerazione dei monarchi.